# Pertec Computer Corporation
Die Pertec Computer Corporation (PCC), vormals Peripheral Equipment Corporation (PEC), war ein US-amerikanischer Computerhersteller in Chatsworth, Kalifornien, USA. Als Zulieferer stellte Pertec vor allem Peripheriegeräte wie Floppylaufwerke, Bandlaufwerke, Massenspeicher oder Eingabe- und Kontrollgeräte für die Computerindustrie her.
Die erfolgreichsten Produkte waren Festplatten und Bandlaufwerke, die als OEM-Produkte an die seinerzeit größten Computerhersteller wie IBM, Siemens und Digital Equipment Corporation (DEC) verkauft wurden. Pertec stellte eine ganze Reihe verschiedener Modelle her, darunter Sieben- und Neun-Spur-Bandlaufwerke im Halbzoll-Format mit Datendichten zwischen 800 CPI (NRZI) und 1600 CPI (PE) sowie Phasenkodierer, die von nahezu allen Originalausrüstern als Ein-Ausgabegeräte verwendet wurden.
In den 1970er Jahren stieg das Unternehmen durch den Erwerb mehrerer kleinerer Computerhersteller vollends in die Computerindustrie ein und begann selbst mit der Herstellung und dem Vertrieb von Kleincomputern zur Datenverarbeitung.
1976 erwarb Pertec für 6,5 Mio. US-Dollar die Firma Micro Instrumentation and Telemetry Systems (MITS), den Hersteller des Altair 8800-Heimcomputers. Der Hauptgrund für den Kauf von MITS war die Annahme, so auch in den Besitz des Quellcodes und aller Rechte an Microsoft BASIC zu kommen, dessen Grundlagen Microsoft mit Altair BASIC für MITS entwickelt hatte. Später sollte sich das jedoch als fataler Irrtum erweisen.
Pertec hatte durch den Zukauf von MITS nun die Möglichkeit, Computersysteme mit Mikroprozessor selbst zu entwickeln. Die ersten Modelle waren erweiterte Versionen des Altair, typischerweise ergänzt mit Laufwerken aus der eigenen Produktpalette. Der Verkauf lief zunächst gut, doch schon bald war die Zeit für den Altair vorbei. 

## Computermodelle

### PCC-2000
1978 startet Pertec mit dem PCC-2000 den ersten vollständigen Eigenentwurf. Dieser verfügte über gleich zwei  Intel-8085-Mikroprozessoren, einer davon war ausschließlich für die Ein-Ausgabekontrolle zuständig. Der PCC-2000 war ein hochaktueller Rechner, hatte ein ansprechendes Design und sollte einmal der Kern von etwas werden, was wir heute als „Workgroup“ verstehen. Der Rechner ermöglichte den gleichzeitigen Betrieb von mehreren Terminals, welche zusätzlich zur eigenen Konsole über serielle RS-232-Verbindungen angeschlossen werden konnten. Als Bildschirm diente ein monochromer Grün-Monitor mit einer Bilddiagonale von 12 Zoll. Die Basiseinheit verfügte außerdem über zwei 8-Zoll-Diskettenlaufwerke mit je 1,2 MB Kapazität. Alles war zusammen mit einer hochwertigen Tastatur mit abgesetztem Zehnerblock in einem gemeinsamen Metallgehäuse verbaut. Der ganze Rechner wog so bereits über 45 Kilogramm. Zusätzlich konnte der PCC-2000 an zwei Pertec-14-Zoll-Plattenlaufwerke angeschlossen werden. Jedes Festplattenlaufwerk hatte 5 MB fest eingebaut und weitere 5 MB konnten ausgewechselt werden. Zusammen mit den Floppylaufwerken ermöglichte das eine effektive Gesamtspeicherkapazität von 22,4 MB, was zu dieser Zeit eine ungeheuer große Datenmenge war. Der PCC-2000 wurde generell mit einem Mehrbenutzerbetriebssystem namens MTX ausgeliefert. MTX enthielt einen BASIC-Interpreter, welcher zu Business BASIC kompatibel war. Im Vereinigten Königreich liefen einige Systeme unter dem dort entwickelten und verbreiteten plattformunabhängigen Betriebssystem BOS, welches auch auf dem PDP-11 und auf VAX-Rechnern von DEC lief. Aufgrund seines hohen Preises war der PCC-2000 kein großer Erfolg. In Deutschland war der PCC-2100 1979 ab 24.800 DM erhältlich.

### PCC-2100
Pertecs Computerproduktlinie bezog sich zunächst hauptsächlich auf Minicomputer, welche nur als Eingabegeräte für IBM 360/370 Systeme und ähnliche dienen sollten. Mit dem PCC-2100 begann Pertec Mitte der 1970er Jahre dieses Segment zu bedienen. Der PCC-2100 ist nicht zu verwechseln mit dem PCC-2000, der PCC-2100 war für den Einsatz als Mainframe gedacht. Das System konnte bis zu 16 Terminals bedienen und über zwei D3000 Plattenlaufwerke und ein T1640 Bandlaufwerk verfügen.

### XL-40
Der 1978 vorgestellte Pertec XL-40 war der erfolgreichere Nachfolger des PCC-2100. Der Computer verfügte über spezielle 16-bit Prozessoren, welche aus dem TI3000 oder aus Slices aus dem AMD2900 hergestellt wurden. Er verfügte außerdem über bis zu 512 KB Arbeitsspeicher, dedizierte Mastermode-fähige DMA Controller für Bandlaufwerke, Diskettenlaufwerke und Festplatten, Drucker, Lochkartenleser und Terminals. In der Maximalkonfiguration verfügte der XL-40 über vier Pertec T1600/T1800 Bandlaufwerke, zwei Diskettenlaufwerke (hergestellt von IBM oder von Pertec), vier D1400/D3400 Festplattenlaufwerke mit 4,4 MB, 8,8 MB oder 17,6 MB Kapazität (hergestellt von Pertec oder von Kennedy) oder wahlweise zwei Plattenlaufwerke mit bis zu 70 MB Kapazität (hergestellt von Kennedy oder von NEC), einen Zeilendrucker (DataProducts LP600, LP1200, B300, Printronix P300, P600), vier weitere über Centronics angeschlossene Drucker, einen Lochkartenleser von Pertec, vier SDLC Datenkommunikationskanäle sowie 30 proprietäre Terminals (Modell 4141 mit 40×12 Zeichen oder Modell 4143 mit 80×25 Zeichen). 
Der Rechner war hauptsächlich als Key-to-Disk-System gedacht und sollte die bis dahin weit verbreiteten Lochkartenstanzen von IBM und die schon weiter entwickelten Key-to-Tape-Systeme zum Beispiel von Mohawk Data Systems (MDS) oder Singer ersetzen können. Zusätzlich zur reinen Dateneingabe ermöglichte das proprietäre Betriebssystem XLOS auch den Umgang mit indizierten Datendateien für die Online-Datenverarbeitung, sogar mit Transaktionslogs. Das System bot zwei grundlegende Programmfunktionen: die reine Eingabe von Daten in verschiedenen zuvor definierten Tabellenmasken mit optionaler Validierung oder der direkte Zugriff auf eine indizierte Datendatei, welcher mit einem speziellen Dialekt der Programmiersprache COBOL den Umgang mit IDX und SEQ Dateien unterstützte.
Die Systemwartung konnte in einem geschützten Supervisor-Modus durchgeführt werden. In diesem Mode unterstützte der XL-40 die Ausführung von Stapeldateien, in denen vom Supervisor zuvor definierte Operationen nacheinander abgearbeitet wurden. 
Das System interagierte mit dem Anwender über eine Reihe von automatischen Meldungen auf dem Bildschirm, welche bestimmte Funktionen erläuterten und Standardwerte vorschlugen, wahrscheinlich die größte erreichbare Benutzerfreundlichkeit für Nur-Text-Systeme. 
Der XL-40 wurde in Europa außerdem von Triumph-Adler als TA1540 bzw. als Alphatronic P40 vermarktet. Das war der Beginn einer Geschäftsbeziehung, die in der Übernahme Pertecs durch Triumph-Adler endete.

### Pertec 3000
Pertecs letzte Eigenentwicklung schlug eine komplett andere Richtung ein. Die Serie 3000 basierte auf Motorolas Mikroprozessor MC68000. Das System war als CP/M Mehrbenutzersystem gedacht und wurde in England erneut mit BOS als Betriebssystem verkauft. Wie schon den XL-40 zuvor, vertrieb Triumph-Adler auch den 3000er in Europa unter der eigenen Modellbezeichnung MSX 3200. Später gab es noch drei verbesserte Nachfolgermodelle, den MSX 3220, MSX 3230 und MSX 3240.
Der 3000 war für seine Zeit sehr fortschrittlich. Er unterstützte gleichzeitig bis zu 16 Benutzer, welche über intelligente Terminals mit lokaler CP/M-Unterstützung an die seriellen RS-232-Schnittstellen des 3000er angeschlossen wurden. 
Der Rechner war das erste Produkt von Pertec, das den sich immer stärker verbreitenden Winchester-Standard für Miniaturfestplatten unterstützte.

## Niedergang
Pertec war im Glauben, mit der Firma MITS auch alle Rechte an Altair BASIC gekauft zu haben, welches von dem noch jungen Unternehmen Microsoft entwickelt wurde. Microsoft sah sich am Rande des Ruins und zog gegen Pertec vor Gericht. Pertec schickte gleich drei Rechtsanwälte in die Verhandlung. Paul Allen und Bill Gates von Microsoft erschienen persönlich mit nur einem einzigen Anwalt. Während des sechs Monate andauernden Verfahrens konnte zunächst keine Einigung gefunden werden. Schließlich machte man auf beiden Seiten Gebrauch von einer Schlichtungsklausel im Vertrag zwischen MITS und Microsoft und einigte sich gütlich. Der Konsens war, dass Pertec fortan Microsoft BASIC weiter für den Altair verwenden durfte, die Exklusivrechte blieben allerdings bei Microsoft. Das war das erste Mal, dass ein Gericht darüber zu befinden hatte, ob die Eigentumsrechte an einer Software mit dem Kauf an den Käufer übergehen oder nicht. Bis heute gilt der Grundsatz, dass der Käufer mit dem Kaufpreis stets nur eine Lizenz zur Nutzung erwirbt. Das bereitete Microsoft den Weg zu rasantem Wachstum. Für Pertec war diese Einigung jedoch fatal, da Microsoft nun sein BASIC auch an den direkten Wettbewerb von Pertec/MITS verkaufte. Heute wird es als der entscheidende Managementfehler Pertecs angesehen, sich nicht die Exklusivrechte an Microsoft BASIC gesichert zu haben. 
Schon bald nach der Vorstellung des Modells 3000 wurde Pertec 1980 von Triumph-Adler (TA) aufgekauft. Nur wenige Monate zuvor hatte Philips ein Kaufangebot in letzter Minute zurückgezogen. Pertec hatte zu dieser Zeit bereits eine Kooperation mit der Philips-Computersparte in Nordamerika (Philips Business Systems Inc.). Philips verfolgte zunächst eigene Bestrebungen, Pertec zu übernehmen. Jedoch einigte man sich schließlich gegen die Zahlung einer Entschädigung in Höhe von 700.000 Dollar, diese Pläne aufzugeben. 
Pertec hatte mit einigen Problemen an neuartigen Diskettenlaufwerken mit zwei Leseköpfen zu kämpfen. Außerdem gab es einigen Ärger um die Betreuung eines von Philips mit übernommenen Buchungssystems für Banken. Wenig später ging Pertec in den Bankrott.

## Erfolge
Pertecs PPC-Schnittstellenstandard für Magnetbandlaufwerke der frühen 1970er Jahre wurde schnell zu einem Industriestandard und wird bis heute von Herstellern solcher Laufwerke verwendet. Genauso war auch Pertecs Schnittstelle für Festplattenlaufwerke ein Industriestandard, bevor in den 1970er Jahren die Winchester-Laufwerke populär wurden.